# طريق النصر (القاهرة)

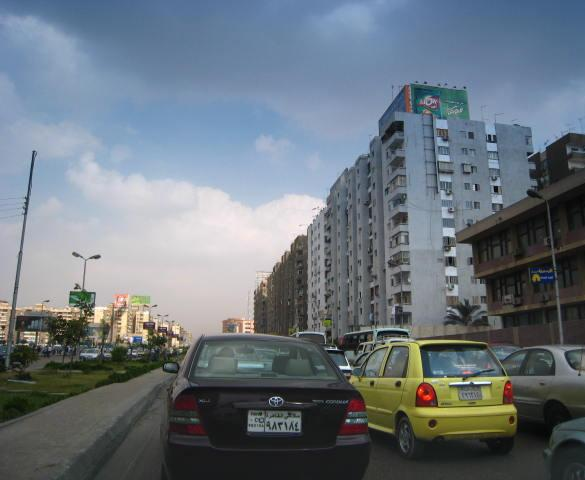
طريق النصر

طريق النصر أو الأوتوستراد من أهم المحاور المرورية بالقاهرة.

## المعالم
به الكثير من المعالم التاريخية مثل نصب الجندى المجهول، والمنصة التي اغتيل عليها الرئيس المصري السابق محمد أنور السادات، وكان يقام بذلك الطريق الاحتفالات العسكرية حتى العام 1981، وبطريق النصر أيضا المركز التجاري الأكبر بمصر سيتى ستارز مول الذي يحوي العديد من المحال والمطاعم العالمية وبجواره فندق الخمس نجوم «إنتركونتينينتال» العالمي. يوجد بطريق النصر المركز الدولي للمؤتمرات الذي يشهد العديد من المؤتمرات العالمية والمعارض.كذلك بطريق النصر ستاد القاهرة الدولي.

## المسار
يمر طريق النصر بالمناطق الآتية:
- مساكن شيراتون المطار (مصر الجديدة)
- مدينة نصر (حدودها الشمالية)
- منشية ناصر ومدخل المقطم من الغرب حيث يلتقي طريق النصر بشارع صلاح سالم
- المعادي ثم طرة
- حلوان